# Miguel Minhava
Miguel António Cabrita Minhava (Lisbona, 5 novembre 1983) è un ex cestista portoghese.
Alto 196 cm, giocava come guardia.

## Carriera
Nel 2007 è stato convocato per gli Europei in Spagna con la maglia della nazionale di pallacanestro del Portogallo.